# Boehmeria kiusiana
Boehmeria kiusiana là loài thực vật có hoa trong họ Tầm ma. Loài này được Satake mô tả khoa học đầu tiên năm 1936.